# Nærbø
Nærbø är en tätort och kyrkby i Hå kommun i Rogaland fylke i sydvästra Norge. Orten ligger vid Jærbanan, vid sidan av fylkesväg 44. Här finns Nærbø kyrka och Nærbø gamla kyrka.
Orten har tidigare utgjort centralort i dåvarande Nærbø kommun.

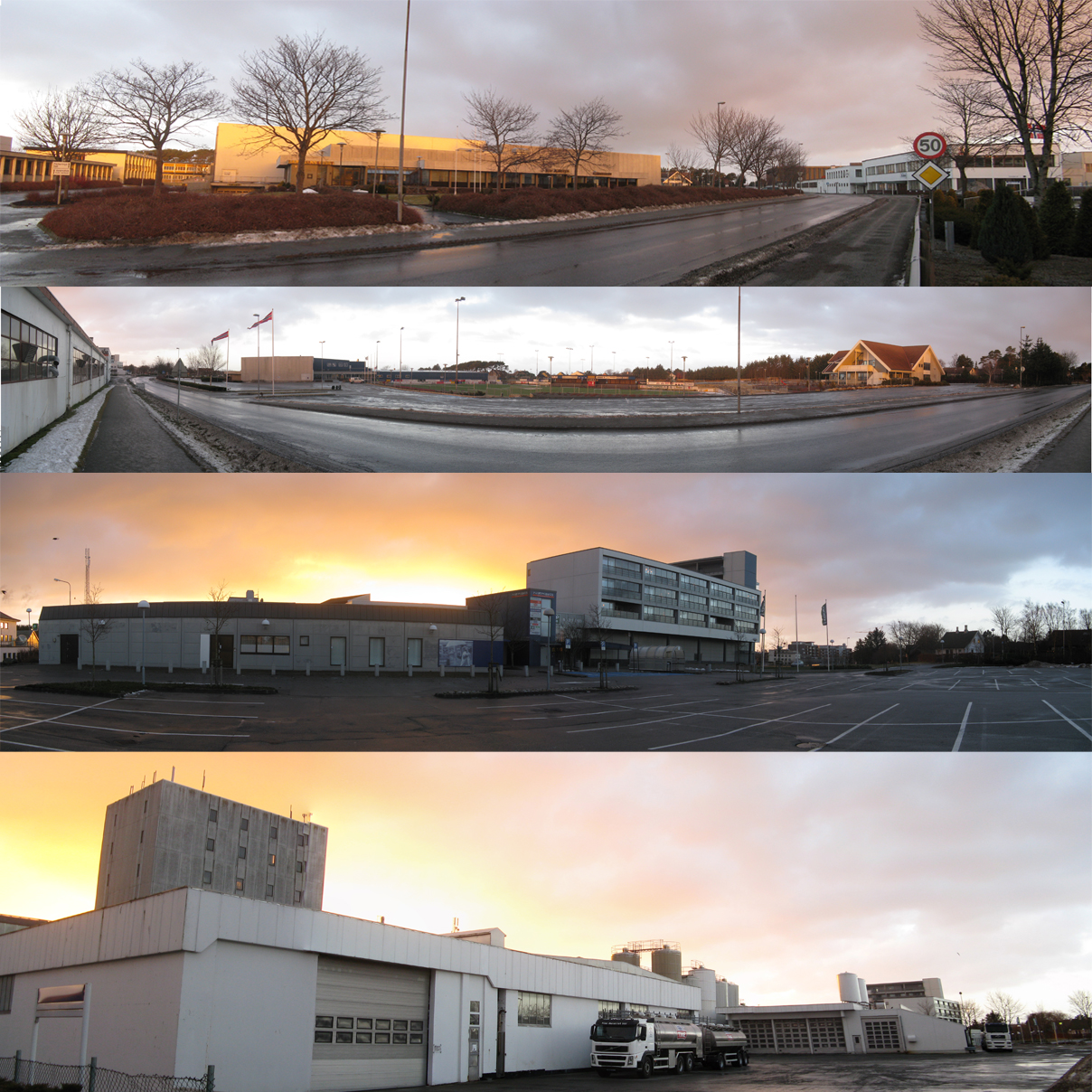
Bilder från Nærbø.